# Station Warszawa Stadion
Station Warszawa Stadion is een spoorwegstation in het stadsdeel Praga in de Poolse hoofdstad Warschau.